# بن ماكدونالد (كرة سلة)
بن ماكدونالد (بالإنجليزية: Ben McDonald)‏ مواليد 20 يوليو 1962 في توررانسي، هو مدرب كرة سلة أمريكي ولاعب معتزل. بدأ مسيرته الاحترافية في سنة 1984. تم اختياره من قبل فريق كليفلاند كافالييرز خلال الدرافت. يبلغ طوله 6 قدم 8 بوصة (2.0 م). اعتزل اللعب في 1994.

## المسيرة الاحترافية
لعب مع نادي كولادو فيلابا لكرة السلة في موسم 1984–1985، ثم لعب مع نادي بيناس ويسكا لكرة السلة في الدوري الإسباني في سنة 1985، ثم لعب مع كليفلاند كافالييرز في موسم 1985–1986، ثم لعب مع غولدن ستايت ووريورز من سنة 1986 إلى 1989، ثم لعب مع ريال مدريد لكرة السلة في الدوري الإسباني في موسم 1989–1990.

## روابط خارجية
- بن ماكدونالد على موقع إن بي أي (الإنجليزية)
- بن ماكدونالد على موقع سبورتس رفرنس (الإنجليزية)
- بن ماكدونالد على موقع الدوري الإسباني لكرة السلة (الإسبانية)
- بن ماكدونالد على موقع كلية كرة السلة في سبورتس رفرنس.كوم (الإنجليزية)
- بن ماكدونالد على موقع ريلجم (الإنجليزية)
- بن ماكدونالد على موقع بروبوليرز (الإنجليزية)
- بن ماكدونالد على موقع سبورتس رفرنس (الإنجليزية)